# Andrew Kratzmann
Andrew Kratzmann, né le 3 novembre 1971 à Murgon, est un joueur australien de tennis, professionnel de 1990 à 2006.
Il a notamment atteint la finale de l'Open d'Australie 2000 en double messieurs, ce qui reste son meilleur résultat en Grand-Chelem.
Il est le frère cadet du joueur Mark Kratzmann.

## Parcours dans les tournois duGrand Chelem

### En simple
| Année | Open d'Australie | Open d'Australie | Internationaux de France | Internationaux de France | Wimbledon | Wimbledon | US Open | US Open |
| ----- | ---------------- | ---------------- | ------------------------ | ------------------------ | --------- | --------- | ------- | ------- |
| 1994  | 1er tour (1/64)  | T. Nydahl        | —                        | —                        | —         | —         | —       | —       |

N.B. : à droite du résultat se trouve le nom de l'ultime adversaire.

### En double
| Année | Open d'Australie           | Open d'Australie           | Internationaux de France    | Internationaux de France   | Wimbledon                    | Wimbledon                    | US Open                      | US Open                   |
| ----- | -------------------------- | -------------------------- | --------------------------- | -------------------------- | ---------------------------- | ---------------------------- | ---------------------------- | ------------------------- |
| 1991  | 1er tour (1/32) M. Brown   | R. Fromberg S. Stolle      | —                           | —                          | 1er tour (1/32) N. Borwick   | G. Luza C. Motta             | —                            | —                         |
| 1992  | —                          | —                          | —                           | —                          | —                            | —                            | 1er tour (1/32) R. Rasheed   | J. Eltingh P. Haarhuis    |
| 1993  | 1er tour (1/32) R. Rasheed | M. Knowles P. Wekesa       | —                           | —                          | 1er tour (1/32) L. Bale      | G. Connell P. Galbraith      | —                            | —                         |
| 1994  | 1/8 de finale M. Kratzmann | M. Damm K. Nováček         | 2e tour (1/16) M. Kratzmann | D. Adams A. Olhovskiy      | 1er tour (1/32) M. Kratzmann | M. Damm K. Nováček           | 1er tour (1/32) M. Kratzmann | M. Knowles W. Ferreira    |
| 1995  | 2e tour (1/16) M. Tebbutt  | J. Hlasek I. Kafelnikov    | —                           | —                          | 1er tour (1/32) P. Wekesa    | M.-K. Goellner I. Kafelnikov | 1er tour (1/32) W. Arthurs   | A. O'Brien S. Stolle      |
| 1996  | 1er tour (1/32) J. Morgan  | M.-K. Goellner D. Prinosil | —                           | —                          | 1er tour (1/32) W. Arthurs   | T. Carbonell F. Roig         | —                            | —                         |
| 1997  | 1er tour (1/32) M. Tebbutt | T. Woodbridge M. Woodforde | 2e tour (1/16) W. Arthurs   | T. Woodbridge M. Woodforde | 1er tour (1/32) W. Arthurs   | S. Groen S. Hiršzon          | 1er tour (1/32) P. Cash      | G. Connell D. Nestor      |
| 1998  | 2e tour (1/16) W. Arthurs  | M. Bhupathi L. Paes        | 1er tour (1/32) W. Arthurs  | J. Eltingh P. Haarhuis     | 2e tour (1/16) W. Arthurs    | M. Knowles D. Nestor         | 1er tour (1/32) M. Tebbutt   | S. Stolle C. Suk          |
| 1999  | 2e tour (1/16) L. Bale     | R. Reneberg J. Stark       | 1/4 de finale W. Arthurs    | N. Kulti M. Tillström      | 2e tour (1/16) W. Arthurs    | R. Reneberg J. Stark         | 1/8 de finale W. Arthurs     | J. Björkman B. Black      |
| 2000  | Finale W. Black            | E. Ferreira R. Leach       | 2e tour (1/16) W. Black     | N. Godwin M. Hill          | 1/4 de finale R. Federer     | P. Haarhuis S. Stolle        | 2e tour (1/16) R. Federer    | W. Arthurs N. Zimonjić    |
| 2001  | 1er tour (1/32) M. Tebbutt | P. Hanley N. Healey        | 1er tour (1/32) M. Rosset   | M. Mirnyi D. Prinosil      | 2e tour (1/16) P. Hanley     | B. Bryan M. Bryan            | 1er tour (1/32) S. Aspelin   | A. Clément N. Escudé      |
| 2002  | 2e tour (1/16) S. Aspelin  | D. Adams J. Tarango        | 1er tour (1/32) S. Aspelin  | M. Damm C. Suk             | 1/8 de finale J. Blake       | M. Knowles D. Nestor         | 1/8 de finale W. Arthurs     | J. Björkman T. Woodbridge |
| 2003  | 1er tour (1/32) P. Hanley  | L. Paes D. Rikl            | 1er tour (1/32) J. Tarango  | J. Benneteau N. Mahut      | 1er tour (1/32) J. Tarango   | N. Kiefer D. Prinosil        | 1er tour (1/32) D. Adams     | M. García G. Oliver       |

N.B. : le nom du ou de la partenaire se trouve sous le résultat ; le nom des ultimes adversaires se trouve à droite.

### En double mixte
| Année | Open d'Australie           | Open d'Australie           | Internationaux de France | Internationaux de France | Wimbledon | Wimbledon | US Open | US Open |
| ----- | -------------------------- | -------------------------- | ------------------------ | ------------------------ | --------- | --------- | ------- | ------- |
| 1997  | 1er tour (1/16) Linda Wild | Nicole Provis Joshua Eagle |                          |                          |           |           |         |         |

N.B. : le nom de la partenaire se trouve sous le résultat ; le nom des ultimes adversaires se trouve à droite.